# Серов (город)
Серо́в (до 9 марта 1934 года и с 22 июля 1937 года до 7 июля 1939 года Наде́ждинск, с 9 марта 1934 года до 7 июля 1937 года Кабако́вск) — город областного подчинения на севере Свердловской области России, административный центр Серовского муниципального округа и Серовского района. В состав Серовского района город не входит. Серов является крупным промышленным и культурным центром Свердловской области и важным транспортным узлом, где пересекается автомобильный, железнодорожный, трубопроводный и воздушный транспорт.
Население Серова составляет 93 192 чел. (2023).
День города официально отмечается во второе воскресенье сентября.

## История
Согласно археологическим и историческим данным первое население территории в районе Серова составлял мансийский (вогульский) народ, проживавший здесь на протяжении тысячи лет.
В 1893 году Александр Андреевич Ауэрбах подписал контракт с Управлением Сибирской железной дороги на поставку 5 миллионов пудов стальных рельсов на срок до 1899 года. Для выполнения этого плана к концу 1895 года необходимо было построить новый металлургический завод с полным циклом производства. Этот завод был построен на берегу реки Каквы и назван Надеждинским.
Первое же постоянное поселение было основано 29 мая 1894 года (по старому стилю) — в момент закладки сталерельсового завода. В фундамент завода была замурована медная доска, которая гласила:
В лето от Р. Х. 1894 Мая 29 дня в благополучное царствование императора Александра III собственноручно заложен сей сталерельсовый завод строителем его Главноуправляющим Богословским горным округом горным инженером Д. С. С. Александром Андреевичем Ауэрбахом, в присутствии сына владелицы округа Петра Александровича Половцова, Управляющего округом горного инженера П. Н. Фигнера, управителя завода горного инженера А. П. Мещерского, архитектора В. Н. Пясецкого и других служащих в округе и назван Надеждинским в честь владелицы округом, супруги Статс-секретаря Е. И. В. Надежды Михайловны Половцовой, здравствующей вместе с супругом своим Александром Александровичем Половцовым. Молебствие при закладке совершено благочинным протоиереем Стефаном Поповым
В июле-августе 1907 года в районе Надеждинска действовали отряды известного уральского экспроприатора Александра Лбова, совершившие в Верхотурском уезде 16 экспроприаций, диверсий и актов террора.
В 1917 году на заводе в Надеждинске работало около 12000 человек.
15 сентября 1919 года постановлением Екатеринбургского губернского военно-революционного комитета Надеждинскому рабочему посёлку был дан статус города.
Постановлением № 6809 Малого Президиума Уральского областного исполнительного комитета от 19 января 1934 года город Надеждинск был переименован в Кабаковск в честь Первого секретаря Свердловского обкома ВКП(б) И. Д. Кабакова. В 1937 году Кабаков был репрессирован и городу ненадолго вернулось его прежнее название. 7 июня 1939 года Указом Президиума Верховного Совета СССР Надеждинск был переименован в город Серов, в честь погибшего лётчика, Героя Советского Союза Анатолия Серова.
1 февраля 1963 года Совет депутатов трудящихся города Серова передан в подчинение Свердловскому областному Совету депутатов трудящихся.

## Символика

### Герб 1973 года
Герб утверждён 24 декабря 1973 года Решением исполкома городского Совета депутатов трудящихся. Авторы герба — В. Н. Лемский и А. Ф. Елисеев.
«Изображения на гербе свидетельствуют о развитии в городе следующих видов промышленности: разливочный ковш — металлургического производства; шестерёнка — наличие предприятия металлообрабатывающей промышленности — механического завода; ёлочка — наличие производственного объединения „Серовлес“, которое ведёт заготовку древесины и её переработку; бегущая по ели жёлтая полоса — наличие в городе ГРЭС; колосья по низу щита — наличие сельскохозяйственного предприятия — совхоза „Серовский“ и подсобных хозяйств промышленных предприятий».

### Современный герб
Автор герба — А. Грефенштейн. Герб утверждён Решением Серовской городской Думы № 26 от 31 августа 2004 года и внесён в Государственный геральдический регистр под № 1589. 
Геральдическое описание герба (блазон) гласит:
В поле, пересечённом серебром и лазурью, — возникающий из-за линии деления червлёный шар, окружённый соединёнными в два ряда, острыми концами наружу таковыми же беличьими шкурками; внизу — серебряный с золотыми шишками кедр, вершина которого обременяет червлёный шар; всё сопровождено в перевязь двумя пятилучевыми звёздами переменных с полем цветов. Щит увенчан золотой башенной короной о трёх зубцах.
Красно-серебряная цветовая гамма верхней части герба указывает на металлургическое производство, энергию и (вкупе с делением щита) на то, что Серов — административный центр одноимённого района. Указанием на металлургическое производство служит напоминающая разливочный ковш форма «лучей» вокруг шара (солнца). Кроме того, беличий мех — устоявшийся символ принадлежности к Свердловской области. Две звезды, символизируют северное положение города, а также напоминают о старом названии завода «Надеждинский». Серебряный с плодами кедр также поддерживает символику севера, а кроме того, олицетворяет собой обретение плодов, силу и процветание". 
Настоящий герб существует в двух равноправных версиях, с одинаковым репрезентативным и правовым статусом: полный — с короной; сокращённый — гербовой щит.

### Флаг Серова
Является опознавательно-правовым знаком, символом местного самоуправления. 
Флаг представляет собой прямоугольное полотнище с соотношением сторон 2:3, составленное двумя равными горизонтальными полосами: белой и синей. По центру полотнища помещено изображение фигур городского герба: красного круга в обрамлении „шкурок“, кедра и двух звёзд, выполненное белым, красным, жёлтым и синим цветами. Оборотная сторона полотнища зеркально воспроизводит лицевую.

## Расположение
Серов расположен на севере Свердловской области, на восточном склоне Уральских гор, на границе между Средним и Северным Уралом. В черте города протекает река Каква — правый приток реки Сосьвы (бассейн Оби). Расстояние до центра области — Екатеринбурга: по железной дороге — 388 км, по автодороге — 344 км.

## Климат
Серов характеризуется резко континентальным климатом. Продолжительность зимы приблизительно 5,5 или 6 месяцев (время присутствия снежного покрова). Вплоть до начала июня может стоять холодная погода и иногда выпадать снег.
- Среднее число дней с осадками в году — 93 дня.
- Среднее число дней с температурой выше +32 — 7 дней
- Среднее число дней с температурой ниже 0 — 204 дней
- Среднее число дней с температурой ниже −17 — 61 день

| Показатель                    | Янв.  | Фев.  | Март  | Апр.  | Май   | Июнь | Июль | Авг. | Сен. | Окт.  | Нояб. | Дек.  | Год   |
| ----------------------------- | ----- | ----- | ----- | ----- | ----- | ---- | ---- | ---- | ---- | ----- | ----- | ----- | ----- |
| Абсолютный максимум, °C       | 7,2   | 11,0  | 17,8  | 28,0  | 34,7  | 37,1 | 39,6 | 34,8 | 30,0 | 26,7  | 15,0  | 6,2   | 39,6  |
| Средний суточный максимум, °C | −12,9 | −10,2 | −0,8  | 7,4   | 14,8  | 20,8 | 23,2 | 19,4 | 13,3 | 4,7   | −4,7  | −10,6 | 5,1   |
| Средняя температура, °C       | −16,2 | −14,4 | −5,4  | 2,6   | 9,5   | 15,4 | 18   | 14,5 | 8,8  | 1     | −7,7  | −13,7 | 0,8   |
| Средний суточный минимум, °C  | −20,6 | −19,5 | −11,1 | −2,8  | 3     | 8,9  | 12   | 9    | 4,1  | −2,7  | −11,5 | −17,9 | −4,3  |
| Абсолютный минимум, °C        | −51,5 | −43,9 | −36,1 | −26,1 | −12,8 | −6,6 | −1,3 | −5   | −7,8 | −27,1 | −41,2 | −45,4 | −51,5 |
| Среднее число дней с осадками | 13,5  | 11,4  | 11,9  | 11,5  | 9,6   | 11,3 | 7,1  | 11,1 | 14,3 | 11,0  | 14,1  | 12,9  | 139,7 |
| Норма осадков, мм             | 28,7  | 20,7  | 26,7  | 37,1  | 38,2  | 46,3 | 84,2 | 76,8 | 46,2 | 32,4  | 32,0  | 26,5  | 493,1 |
| Средняя скорость ветра, м/с   | 6,3   | 6,8   | 9,1   | 9,1   | 8,9   | 9,5  | 7,2  | 6,5  | 7,5  | 7,9   | 7,0   | 6,6   | 7,7   |
| Источник: Weatherbase.com     |       |       |       |       |       |      |      |      |      |       |       |       |       |

## Население
| 1926     | 1931     | 1939     | 1959     | 1962     | 1967     | 1970     | 1973     | 1975     |
| -------- | -------- | -------- | -------- | -------- | -------- | -------- | -------- | -------- |
| 33 400   | ↗45 900  | ↗65 000  | ↗97 882  | ↗102 000 | ↗104 000 | ↘100 679 | ↘99 000  | ↗101 000 |
| 1976     | 1979     | 1982     | 1986     | 1987     | 1989     | 1991     | 1992     | 1993     |
| →101 000 | ↗101 481 | ↘101 000 | ↗103 000 | →103 000 | ↗104 158 | ↘104 000 | ↘103 400 | ↘103 000 |
| 1994     | 1996     | 1997     | 1998     | 1999     | 2000     | 2001     | 2002     | 2003     |
| ↘102 000 | ↘100 400 | ↘100 000 | ↗100 400 | →100 400 | ↘99 800  | ↘99 000  | ↗99 804  | ↘99 800  |
| 2005     | 2006     | 2007     | 2008     | 2009     | 2010     | 2011     | 2012     | 2013     |
| ↘98 700  | ↘98 000  | ↗98 500  | →98 500  | ↘98 408  | ↗99 373  | ↗99 400  | ↘99 060  | ↘98 884  |
| 2014     | 2015     | 2016     | 2017     | 2018     | 2019     | 2020     | 2021     | 2023     |
| ↘98 294  | ↘98 041  | ↘97 940  | ↘97 762  | ↘97 366  | ↘96 613  | ↘95 861  | ↘94 211  | ↘93 192  |

На 1 января 2025 года по численности населения город находился на 182-м месте из 1124 городов Российской Федерации. Серов занимает пятое место в рейтинге крупнейших городов области после Екатеринбурга (1 548 187), Нижнего Тагила (328 157), Каменска-Уральского (160 312) и Первоуральска (110 999). Кроме того, Серов является крупнейшим городом Северного управленческого округа Свердловской области.
Трудоспособное население составляет 63 % от всего числа жителей.
В Серове наблюдается значительная естественная убыль населения — рождаемость в 2007 году составила 1065 человек, а смертность — 1596 человек. Лишь трудовые мигранты — 1573 человека, способствуют увеличению населения.
В Серове насчитывается около 26000 пенсионеров, что составляет примерно 26 % от общей численности населения.

## Экономика

### Промышленность
Серов является крупнейшим промышленным центром Северного управленческого округа Свердловской области. Здесь расположены такие промышленные гиганты, как Надеждинский металлургический завод, Серовский завод ферросплавов, Серовский механический завод.
Основой промышленности Серова является чёрная металлургия и машиностроение.
Первые два завода являются градообразующими.
Надеждинский металлургический завод входит в состав холдинга УГМК и является старейшим предприятием города. Он является крупным поставщиком стали для ВАЗа, ГАЗа, КАМАЗа.
Серовский завод ферросплавов — ещё одно градообразующее предприятие, основано в 1958 году. Завод является одним из крупнейших российских предприятий по производству хромистых ферросплавов. Более пятидесяти лет производит широкий спектр ферросплавов: высокоуглеродистый феррохром, среднеуглеродистый феррохром, низкоуглеродистый феррохром, ферросиликохром. Сырьё на завод поступает из многих стран: Филиппины, Казахстан и др. Учитывая потребности отечественной металлургии, завод освоил производство ферросилиция. Также предприятие работает в тесном сотрудничестве с Надеждинским металлургическим заводом.
Серовский механический завод был образован в 1932 году на территории Металлургического завода имени А. К. Серова. Это федеральное государственное унитарное предприятие, выпускающее широкий спектр промышленного инструмента для горнодобывающей промышленности, нефтяной промышленности, геологоразведки, военной продукции, а также товаров народного потребления, представленных бытовыми и уличными светильниками. В годы Великой Отечественной войны на заводе выпускались боевые снаряды.
Помимо чёрной металлургии и машиностроения в городе хорошо развита лесозаготовка и деревообрабатывающая промышленность. Предприятия «Серовлес» и «Уральский лес» поставляют свою продукцию в  страны ближнего зарубежья, а также в ОАЭ, Египет, Китай.
Широко представлены предприятия пищевой промышленности.
Производство строительных материалов имеет меньшие размеры, но играет важную роль в регионе и городе. Основными производителями являются «Серовский завод железобетонных изделий» и ПК «Магнит», которые обслуживают город Серов и окрестности. Кроме того, ПК «Магнит» занимается переработкой шлаковых отвалов- отходов металлургического производства, улучшая тем самым экологическую обстановку в городе. На территории городского округа находится рудник, с 1991 года разрабатывающий Серовское никелевое месторождение.
Объём отгруженных товаров собственного производства, выполнено работ и услуг собственными силами по обрабатывающим производствам за 2011 год 29,4 млрд рублей.

### Строительство
В городе ведётся строительство жилых домов, основными застройщиками которого являются: Администрация Серова, ПАО «Надеждинский металлургический завод», ОАО «Серовский завод ферросплавов», ОАО «РЖД», ФГУП «Серовский механический завод». Основные строительные площадки расположены в центре города. Ввод жилья в эксплуатацию на 1 января 2007 года составил 18,034 тыс. м².
Крупнейшими строительными объектами последних лет являлись Храм во имя Преображения Господня, законченный в 2006 году, и Киселёвское водохранилище. В настоящее время на водохранилище размещена Киселёвская ГЭС.

### Энергетика
Серов является крупнейшим на Северном Урале энергетическим центром.
Это обеспечивается крупнейшей электростанцией севера области — Серовской государственной районной электростанцией (ГРЭС). Она была построена в 1956—1959 годах.
Станция имеет неблочную компоновку, её мощность по состоянию на 2008 год — 526 МВт. На Киселёвском водохранилище действует малая ГЭС мощностью 0,2 МВт. Кроме того, существовали планы строительства парогазовой электростанции.
В 2011 году начато строительство 2-х блоков ПГУ по 420 МВт каждый.

### Сельское хозяйство
Сельское хозяйство играет незначительную роль в экономике Серова, так как город расположен в зоне, мало благоприятной для земледелия. Основное количество продуктов питания завозится из-за пределов городского округа. В Серове главным образом выращивают картофель и морковь. Есть несколько теплиц, в которых ведётся выращивание летних овощей: огурцы, помидоры.

### Финансовый сектор и услуги
Финансовый сектор получил достаточно высокое развитие, особенно в последние три года.
В Серове представлено большое число банков и страховых компаний. Помимо этого в городе работает несколько компаний, которые предоставляют бухгалтерские, юридические, аудиторские, консалтинговые услуги.
Большого развития достиг рынок розничной торговли. В городе открыто множество магазинов, супермаркетов, торговых центров. Рынок розничной торговли в 2007 году вырос на 36 % по сравнению с 2006. Рынок общественного питания в 2007 году вырос на 29 % в сравнении с 2006 годом. Это одни из лучших показателей в области.
Широко представлены развлекательные бары, кафе.

## Транспорт

### Автомобильный
Автодороги идут в направлении Екатеринбурга, Сосьвы, Краснотурьинска, Андриановичей. Серов является конечной точкой Серовского тракта, соединяющего Северный Урал с областным центром — городом Екатеринбургом. Ведётся строительство дороги Серов — Ивдель, которая является частью масштабного проекта Пермь — Серов — Ханты-Мансийск, финансируемого из федерального бюджета Строительство дороги завершено 18 октября 2013 года. Ссылки есть в статье Северный широтный коридор.
| №  | Город          | по прямой, км | по дорогам, км |
| -- | -------------- | ------------- | -------------- |
| 1  | Краснотурьинск | 27            | 33             |
| 2  | Карпинск       | 36            | 46             |
| 3  | Волчанск       | 47            | 71             |
| 4  | Новая Ляля     | 61            | 63             |
| 5  | Североуральск  | 70            | 96             |
| 6  | Верхотурье     | 82            | 105            |
| 7  | Сосьва         | 87            | 120            |
| 8  | Гари           | 102           | 102            |
| 9  | Нижняя Тура    | 116           | 148            |
| 10 | Лесной         | 116           | 149            |
| 11 | Качканар       | 117           | 175            |
| 12 | Ивдель         | 120           | 167            |
| 13 | Красноуральск  | 142           | 168            |
| 14 | Верхняя Тура   | 143           | 178            |

### Железнодорожный
От города расходятся 4 железнодорожные ветки:
- На Сосьву — Алапаевск — Артёмовский — Екатеринбург
- На Верхотурье — Нижний Тагил — Екатеринбург
- На Краснотурьинск — Волчанск — Североуральск
- На Андриановичи — Маслово — Ивдель

Между Серовом и Москвой курсирует фирменный поезд № 83/84 «Северный Урал». Время в пути составляет порядка 33 часов.

### Прочее
В районе города проходит газопровод Новый Уренгой — Нижний Тагил.
В семи километрах к югу от города находится аэропорт Серов, закрытый в 2012 году.

### Общественный транспорт
В городе работает 23 автобусных маршрута: 1-2-1, 1-10, 1-13, 2-4, 4, 5, 5а, 5б, 5в, 5-19, 8, 9, 9а, 10, 11, 11а, 12д, 15, 17, 17а, 19, 19а, 20.
Также в городе работает 6 маршрутных такси: 2-3, 2, 3, 7-2, 7-8, 8а.

## Архитектура и план застройки
Серов имеет прямоугольную планировку и застроен более компактно, чем многие города Уральского региона. Центр Серова расположен на возвышенности, ниже которой протекает река Каква. В центре города расположены основные учреждения муниципальной власти: администрация, управление образования, управление культуры и др. Здесь же расположено большинство магазинов и учреждений досуга. Через центр города проходит главная магистраль Серова — улица Ленина. Это самая длинная улица: она начинается на западной окраине города, в микрорайоне Металлургов, а заканчивается у Дворца Культуры Железнодорожников (ДКЖ), что в микрорайоне Сортировка. Длина улицы — около 7 километров.
В самом центре города, в квадрате улиц Ленина — Заславского — Луначарского — Зелёная расположена главная площадь города — Преображенская.
В северной части города, вблизи Серовского завода ферросплавов, расположен район 1-й разъезд, а также посёлки Советский и Самский, районы усадебной застройки.
Западнее центра города расположен район усадебной застройки — Новый посёлок. Здесь расположены только частные дома.
В восточной части Серова, на левом берегу Каквы, расположен микрорайон (посёлок) Новая Кола, где находится железнодорожная станция Углежжение алапаевского направления.
Также в Серове планируется строительство ледового дворца вблизи микрорайона Восточный, он будет являться одним из крупных ледовых дворцов Свердловской области, правда, из-за финансовых трудностей строительство переносится на неопределённые сроки.

## Социальная сфера

### Медицина
Для обслуживания населения города Серова создан мощный комплекс медицинских услуг разной направленности. Базовые медицинские услуги оказывают: Городская больница № 1, Городская детская больница, Больница станции Серов, Городская психиатрическая больница.
Поликлинические услуги предоставляют: Поликлиника № 1, Поликлиника ОАО «СФЗ», Детская поликлиника. Помимо больниц и поликлиник в городе действует несколько диспансеров, женская консультация, несколько стоматологий и Центр микрохирургии глаза.
Планируется строительство новой поликлиники в Больничном городке, так как действующая поликлиника № 1 не удовлетворяет потребностям горожан.

### Образование
Образовательная система Серовского муниципального округа представлена всеми ступенями образования: от дошкольного до высшего профессионального. Среди учреждений Серовского округа 35 муниципальных дошкольных учреждений и 1 детский сад являются структурным подразделением Северного педагогического колледжа. Ведётся строительство нескольких детских садов. Осуществлены в 2008 году пристройки к детским садам № 34, 41 и 42. 22 общеобразовательных школы, в которых обучаются около 8000 человек. (1 — школа начального общего образования, 6 школ основного общего образования, 15 школ среднего (полного) общего образования, в том числе 2 школы с углублённым изучением предметов и 3 школы с профильным обучением), школа-интернат основного общего образования, 7 учреждений дополнительного образования (МАУ ДО «Детская школа искусств», Центр детского творчества, Детско-юношеская спортивная школа, межшкольный учебный комбинат, оздоровительно-образовательные центры «Чайка» и «Весёлый бор», художественная и музыкальная школы).
Также в городе есть 2 школы-интерната, детский дом-школа и кадетская школа-интернат. Существуют две специальные (коррекционные) школы.
С 2006 года в городе функционирует МОУ ДО «Информационно-методический образовательный центр», учредителем которого является отраслевой орган администрации Серовского городского округа Управление образования.12 декабря 2023 года по улице Луначарского 140 была окончательна построена школа № 21, которая стала филиалом одноимённой школы, находящийся в посёлке Новая Кола. Это впервые с 1974 года когда построена была школа.
12 средне-специальных учреждений города Серова обучает примерно 3700 человек. Это Серовский политехнический техникум, Серовский металлургический техникум, Серовское медицинское училище, Уральский государственный лесотехникум, Железнодорожное училище № 62, Профессиональное училище № 54, Профессиональное училище № 55, Профессиональное училище № 128, Северный педагогический колледж и некоторые другие.

## Культура и спорт
В городе действует Серовский муниципальный театр драмы имени А. П. Чехова, Серовский исторический музей, Центр эстетического воспитания детей «Гайдаровцы», а также множество клубов и секций.
В честь города Серова написано много песен, наиболее известные:
- Всем миром поднимая к небу храм; (слова А. Гаинцев, Т. Кожевникова, музыка А. Гаинцев)
- Город мастеров; (слова А. Гаинцев, Т. Кожевникова, музыка А. Гаинцев)
- Город мой; (слова М. Незлученко, В. Узун, музыка В. Узун)
- Город свой; (автор текста, музыки и исполнение Татьяна Рублёва)
- Остаётся Серов; (слова С. Змеева и А. Вострецова, музыка Ю. Шевчука «ДДТ» в исполнении В. Дектянникова)

Трагическому событию, произошедшему в Серове (в то время Надеждинске) 20 ноября 1918 года (расстрел белогвардейцами группы советских работников), посвящена «Баллада о двадцати семи, казнённых в Надеждинске» французского поэта Луи Арагона.
В Серове была своя хоккейная команда, выступающая в Высшей лиге Дивизиона Восток — «Металлург» и выступавшая в чемпионате России в высшей лиге до 2009 г. Но из-за финансовых проблем ХК не смог собрать минимальный для участия в турнире бюджет в 50 миллионов рублей. В настоящее время команда распущена, занимается лишь только юношеская.

## Религия

### Православие
Серов является центром Серовской епархии Русской православной церкви.
До революции Надеждинск был одним из центров православия на Урале. Главным храмом города был Спасо-Преображенский собор, один из красивейших на Урале. Вокруг собора находились священнические захоронения — это одно из первых кладбищ тогдашнего Надеждинска.
А самое первое кладбище было расположено недалеко от металлургического завода. На кладбище находилась часовня, в которой проводились заупокойные службы по усопшим. Но во времена большевистской власти кладбище уничтожили, а часовню разрушили. Также поступили и со вторым кладбищем Серова: могилы уничтожили, часовню разрушили, а на месте захоронений построили жилой район — Советский.
В 1932 году был разрушен последний собор в Серове — Спасо-Преображенский. Он был взорван по приказу советской власти, проводившей политику искоренения религии. Вместе с собором ушли в небытие и захоронения, располагавшиеся на присоборной территории. Основание и разрушенные обломки стен до сих пор можно встретить в одном из дворов Серова на Площади Металлургов, 1.
До 2007 года серовчане могли обратиться посетить лишь небольшую церковь Пророка Божии Ильи и часовню у металлургического завода. 9 февраля 2007 в Серове был торжественно освящён и открыт Храм во имя Преображения Господня. Теперь он является одним из важнейших храмов Северного Урала. На религиозные праздники здесь собирается множество народа из соседних городов. Часто в храм привозят православные святыни со всего мира (из Черногории, Греции, Сербии).

### Ислам
История ислама в Серове насчитывает многие годы. Ещё при строительстве Надеждинского сталерельсового завода здесь поселилось много мусульман. До 30-х годов XX века в Серове существовали 2 мечети, крупнейшие на Северном Урале. Но во времена религиозных гонений они были разрушены, как и большинство православных храмов.
В настоящее время в Серове проживает около 10 тысяч мусульман. Для их нужд в настоящее время построена мечеть. В начале 90-х годов в Серове началось строительство мечети. Но в связи с перестройкой и трудными временами в истории страны строительство было заморожено. Лишь в 2001 году началось её активное строительство. В городе проведено 2 марафона по сбору средств для строительства мечети. Мечеть стала соборной и главной для всего севера Свердловской области. Её площадь — 322 м², вместимость — около 120 человек.

### Иудаизм
Первые евреи на территории современного Серова появились ещё при строительстве металлургического завода. Наибольший приток евреев произошёл в 30-е годы XX века, тогда много людей приехало на реконструкцию Надеждинского завода.

## Связь

### Телефония
В городе присутствуют 7 основных компаний, предоставляющие услуги фиксированной телефонной связи:
- «Мотив»,
- «УГМК-Телеком»,
- «Ростелеком»,
- t2,
- «МТС»,
- «МегаФон»,
- «Билайн».

Всего в городе по состоянию на 2006 год было установлено около 12 тысяч стационарных телефонов. Номера состоят из 5 цифр. Международный телефонный код города — (34385). До 2007 года код города был (34315).

## Средства массовой информации

### Газеты и журналы
В городе действует несколько журналов и газет:
- Глобус
- Работа и отдых (издание прекращено)
- Выбирай-ка! Серов (бесплатная газета)
- Московский комсомолец-Урал
- Новая газета плюс Серов-ТВ
- Серовский рабочий
- Сталь
- Трудовая вахта
- Первый в Серове (журнал)
- Автокурьер (бесплатная газета для автолюбителей)
- Выходной с Альянс Медиа, Неделя. Северный регион (бесплатные газеты, издания прекращены)

Кроме вышеперечисленных изданий, в городе распространяется большинство общефедеральных изданий.

### Телевидение
Телевидение пришло в Серов в октябре 1964 года. Передачи транслировались при помощи ретранслятора, работу которого обеспечивали несколько технических работников.
В 1991 году заработала студия кабельного телевидения «Канал-5» при исполкоме совета народных депутатов, а уже в 1992 году появилось и первое городское телевидение «Канал-С» (в будущем ЗАО «СТРС»). До 2008 года в городе работало 2 телекомпании: «Канал-С» и «СТРИЖ». В связи с кризисом, учредитель телеканала «СТРИЖ», ОАО «Металлургический завод им. А. К. Серова» закрыл свой «Актив».
В настоящее время в Серове работает 3 телекомпании:
- «Канал-С». В эфире канала идут информационные передачи.
- ООО «Комлайн». Кабельное телевидение + отдельный городской канал «Информационный канал Серова» (в настоящее время вещание прекращено, штат распущен).
- ООО «Медиагород-плюс» Информационная программа «День города».

### Радиовещание
- 68,57 УКВ — (Молчит) Радио России / Радио Урала
- 69,65 УКВ — (Молчит) Радио Маяк
- 71,69 УКВ — (Молчит) Радио Воскресение
- 87,5 FM — Наше радио
- 87,9 FM — Радио России / Радио Урала
- 88,3 FM — Юмор FM
- 88,7 FM — Специальное радио
- 89,1 FM — Волна FM
- 89,5 FM — Радио Комсомольская Правда
- 89,9 FM — Радио Рекорд
- 90,3 FM — Радио Дача
- 91,1 FM — Дорожное радио
- 91,5 FM — Радио Шансон
- 92,5 FM — Радио Благодать FM
- 99,3 FM — Радио Воскресение
- 102,1 FM — Маруся FM
- 102,5 FM — Ретро FM
- 103,7 FM — Love Radio
- 105,2 FM — Хит FM
- 105,7 FM — Европа Плюс
- 106,3 FM — Авторадио
- 106,8 FM — Русское радио
- 107,3 FM — Радио Ваня

## Памятники
- Стела в честь первого директора завода ферросплавов В. П. Нахабина. Открыта 17 июня 2008 года[45].

## Фотогалерея
- Центральная площадь города Серова
- Серовский бассейн
- Кинотеатр «Родина»
- Стадион «Металлург»
- Заводоуправление СЗФ
- Старая дамба на Серовском водохранилище
- Серовское водохранилище
- Памятный знак при въезде в Серов
- Ул. Кирова
- Мемориал погибшим воинам
- Преображенская площадь
- Фонтан и храм
- Фонтан на площади

## Экологическая ситуация
Основной вклад в суммарный выброс загрязняющих веществ от стационарных источников вносили предприятия по производству чугуна, ферросплавов, стали, проката, предприятия по производству и распределению электроэнергии, газа и воды.

### Атмосферный воздух
| № строки | Наименование предприятий                  | Объём выбросов (тыс. т) | Объём выбросов (тыс. т) | Объём выбросов (тыс. т) |
| № строки | Наименование предприятий                  | 2017 г.                 | 2018 г.                 | 2019 г.                 |
| -------- | ----------------------------------------- | ----------------------- | ----------------------- | ----------------------- |
| 1.       | ПАО «Надеждинский металлургический завод» | 35,8                    | 34,7                    | 35,1                    |
| 2.       | Муниципальное предприятие «Серовавтодор»  | 2,1                     | 2,1                     | 2,1                     |
| 3.       | АО "Серовский завод ферросплавов "        | 2,2                     | 2,2                     | 2,5                     |
| 4.       | филиал ПАО «ОГК-2» — Серовская ГРЭС       | 0,5                     | 0,8                     | 1,0                     |
| 5.       | ООО «Вертикаль»                           | 0,8                     | 0,8                     | 0,8                     |

В 2020 г. по сравнению с 2019 г. выбросы загрязняющих веществ в атмосферный воздух увеличились на предприятиях:
- ПАО «Надеждинский металлургический завод» — на 0,4 тыс. т (на 1,2 %) за счет увеличения производства агломерата и чугуна;
- филиал ПАО «ОГК-2» — Серовская ГРЭС — на 0,2 тыс. т (на 25 %) в связи с увеличением выработки электроэнергии и количества сожженного газа.

За тот же период уменьшились выбросы загрязняющих веществ в атмосферный воздух на АО «Серовский завод ферросплавов» на 0,7 тыс. т (на 31,8 %) за счет уменьшения времени работы технологического оборудования.
На других предприятиях Серовского ГО объём выбросов загрязняющих веществ в атмосферный воздух изменился незначительно.
В 2020 г. мероприятия по сокращению выбросов в атмосферный воздух проводились ПАО «Надеждинский металлургический завод». Затраты на проведение мероприятий составили 160,979 млн рублей.

### Водоотведение
Забор свежей воды предприятиями Серовского городского округа осуществляется из рек Сосьвы, Каквы и подземных водных объектов.
На долю городского округа приходится 6,97 млн м³ использованной воды (1,1 % воды от общего использования воды Свердловской областью). Наиболее крупным водопользователем является ПАО «Надеждинский металлургический завод».
В общем водоотведении Серовского ГО доля загрязненных (без очистки) сточных вод составляет 0,6 %, загрязненных недостаточно очищенных сточных вод — 97,7 %, нормативно-очищенных — 1,7 %.
По сравнению с 2019 годом сброс загрязненных сточных вод в 2020 г. уменьшился на 0,53 млн м³ (5,8 %).
На территории муниципального округа действуют 10 комплексов очистных сооружений (биологической очистки — 2, физико-химической — 2 и механической очистки — 6) суммарной проектной мощностью 22 млн куб. м/год. Фактический объём сточных вод, поступивших в поверхностные водные объекты после очистных сооружений, составил 8,82 млн м³.
Основные вкладчики в загрязнение водных объектов (в скобках указана доля сброса загрязненных сточных вод предприятия к общему сбросу загрязненных сточных вод Серовским ГО):
- ООО «Сигнал» — 5,7 млн м³ (65,7 %);
- ПАО «Надеждинский металлургический завод» — 2,68 млн м³ (30,9 %)[46].

### Образование отходов
По данным 82 хозяйствующих субъектов Серовского округа, представивших сведения для ведения Кадастра отходов, за 2020 год образовано 620,61 тыс. т отходов производства и потребления.
Максимальное количество отходов образовано ПАО «Надеждинский металлургический завод» — 551,35 тыс. т отходов, которые утилизированы в собственном производстве.
Хозяйствующими субъектами с максимальным наличием отходов на конец года являются:
- филиал ПАО «Вторая генерирующая компания оптового рынка электроэнергии» — Серовская ГРЭС — 19,3 млн т золошлаковой смеси от сжигания углей V класса опасности;
- АО «Серовский завод ферросплавов» — 5,42 млн т, в том числе 5,37 млн т — шлаки ферросплавов IV класса опасности.

На территории Серовского округа зарегистрировано 13 объектов размещения отходов общей площадью 478,79 га, из них 6 бесхозяйных объектов размещения промышленных и коммунальных отходов. В Государственный реестр объектов размещения отходов включены 6 объектов размещения отходов.